# Jakomini
Jakomini è il sesto distretto di Graz, il più popoloso della città.
Deve il suo nome al noto speculatore Kaspar Andreas von Jacomini, a cui è intitolata anche la piazza principale. Nel distretto si trova l'Università tecnica di Graz.